# هيرلي هايوود
هيرلي هايوود (بالإنجليزية: Hurley Haywood)‏ هو مهندس أمريكي، ولد في 4 مايو 1948 في شيكاغو في الولايات المتحدة.

## وصلات خارجية
- هيرلي هايوود على موقع Racing-Reference.info (الإنجليزية)
- هيرلي هايوود على موقع DriverDB.com (الإنجليزية)
- هيرلي هايوود على موقع قاعة فلوريدا للمشاهير الرياضية (الإنجليزية)